# جوری برقص انگار کسی نگاه نمی‌کنه (ترانه)
«جوری برقص انگار کسی نگاه نمی‌کنه» (به انگلیسی: Dance Like Nobody's Watching) ترانه‌ای از رپر استرالیایی ایگی آزیلیا به‌همراهٔ تیناشی می‌باشد که در ۲۱ اوت سال ۲۰۲۰ به‌عنوان تک‌آهنگ اصلی سومین آلبوم استودیویی آزیلیا تحت عنوان پایان یک دوره منتشر گردید اما بعدها معلوم شد «جوری برقص انگار کسی نگاه نمی‌کنه» جداست و تک‌آهنگ اصلی آلبوم نبوده است.